# Aldrich Bay
Aldrich Bay är en vik i Hongkong (Kina). Den ligger i den centrala delen av Hongkong.